# Кадоган, Леви
Леви Ашер Кадоган (англ. Levi Asher Cadogan; род. 8 ноября 1995, Бриджтаун) — барбадосский легкоатлет, специалист по бегу на короткие дистанции. Выступал за сборную Барбадоса по лёгкой атлетике в 2010-х годах, серебряный призёр Игр Центральной Америки и Карибского бассейна, обладатель бронзовых медалей чемпионатов NACAC, участник летних Олимпийских игр в Рио-де-Жанейро.

## Биография
Леви Кадоган родился 8 ноября 1995 года в Бриджтауне, Барбадос.
Впервые заявил о себе в лёгкой атлетике на международном уровне в сезоне 2012 года, когда вошёл в состав барбадосской национальной сборной и выступил на юниорском первенстве Центральной Америки и Карибского бассейна в Сан-Сальвадоре — стал здесь четвёртым и шестым в беге на 100 и 200 метров соответственно, тогда как в эстафете 4 × 400 метров выиграл серебряную медаль.
В 2013 году бежал эстафету 4 × 100 метров на чемпионате Центральной Америки и Карибского бассейна в Морелии, где вместе со своими соотечественниками стал четвёртым, и на чемпионате мира в Москве, где, хоть и установил национальный рекорд, в финал не вышел.
В 2014 году в дисциплинах 100 и 200 метров получил серебро и бронзу на юниорских соревнованиях CARIFTA Games, в то время как в эстафете 4 × 400 метров показал четвёртый результат. Помимо этого, отметился выступлением на чемпионате мира по легкоатлетическим эстафетам в Нассау, на юниорском мировом первенстве в Юджине и на Играх Центральной Америки и Карибского бассейна в Веракрусе — в последнем случае завоевал серебряную награду в беге на 100 метров.
В 2015 году добавил в послужной список бронзовые награды, выигранные в беге на 100 метров и в эстафете 4 × 100 метров на чемпионате NACAC в Сан-Хосе. Участвовал в чемпионате мира по легкоатлетическим эстафетам в Нассау и в Панамериканских играх в Торонто. В дисциплине 100 метров также дошёл до полуфинала на чемпионате мира в Пекине.
В июне 2016 года на соревнованиях в Бриджтауне установил свой личный рекорд на дистанции 200 метров — 20,45. Участвовал в молодёжном чемпионате NACAC в Сан-Сальвадоре, став третьим и четвёртым в дисциплинах 100 и 200 метров. Выполнив олимпийский квалификационный норматив, удостоился права защищать честь страны на летних Олимпийских играх в Рио-де-Жанейро — в программе бега на 200 метров с результатом 21,02 остановился на стадии четвертьфиналов.
После Олимпиады в Рио Кадоган ещё в течение некоторого времени оставался действующим спортсменом и продолжал принимать участие в крупнейших международных стартах. Так, в 2017 году он бежал эстафету 4 × 100 метров на чемпионате мира в Лондоне.